# Episodi di 30 Rock (quarta stagione)
La quarta stagione della serie televisiva 30 Rock è andata in onda sul network americano NBC dal 15 ottobre 2009 al 20 maggio 2010.
In Italia la serie va in onda dal 4 luglio 2011 sul canale satellitare Sky Uno, dal 21 agosto 2011 verrà trasmessa in chiaro da Rai 4.
| nº | Titolo originale                | Titolo italiano                         | Prima TV USA     | Prima TV Italia |
| -- | ------------------------------- | --------------------------------------- | ---------------- | --------------- |
| 1  | Season 4                        | Quattro stagioni                        | 15 ottobre 2009  | 4 luglio 2011   |
| 2  | Into the Crevasse               | Nel crepaccio                           | 22 ottobre 2009  | 4 luglio 2011   |
| 3  | Stone Mountain                  | Stone Mountain                          | 29 ottobre 2009  | 5 luglio 2011   |
| 4  | Audition Day                    | Giorno di audizione                     | 5 novembre 2009  | 5 luglio 2011   |
| 5  | The Problem Solvers             | I risolvi problemi                      | 12 novembre 2009 | 6 luglio 2011   |
| 6  | Sun Tea                         | The ecologico                           | 19 novembre 2009 | 6 luglio 2011   |
| 7  | Dealbreakers Talk Show #0001    | Talk Show dei Rompipatti                | 3 dicembre 2009  | 7 luglio 2011   |
| 8  | Secret Santa                    | Vendetta di Natale                      | 10 dicembre 2009 | 7 luglio 2011   |
| 9  | Klaus and Greta                 | Klaus e Greta                           | 14 gennaio 2010  | 8 luglio 2011   |
| 10 | Black Light Attack!             | Attacco ultravioletto                   | 14 gennaio 2010  | 8 luglio 2011   |
| 11 | Winter Madness                  | Folle inverno                           | 21 gennaio 2010  | 11 luglio 2011  |
| 12 | Verna                           | Ti voglio bene, mamma                   | 4 febbraio 2010  | 11 luglio 2011  |
| 13 | Anna Howard Shaw Day            | Anna Howard Shaw                        | 11 febbraio 2010 | 12 luglio 2011  |
| 14 | Future Husband                  | Tutto finirà bene                       | 11 marzo 2010    | 12 luglio 2011  |
| 15 | Don Geiss, America and Hope     | Don Geiss, America e speranza           | 18 marzo 2010    | 13 luglio 2011  |
| 16 | Floyd                           | Sogni infranti                          | 25 marzo 2010    | 13 luglio 2011  |
| 17 | Lee Marvin vs. Derek Jeter      | Lee Marvin contro Derek Jeter           | 22 aprile 2010   | 14 luglio 2011  |
| 18 | Khonani                         | Promesse                                | 22 aprile 2010   | 14 luglio 2011  |
| 19 | Argus                           | Argus                                   | 29 aprile 2010   | 15 luglio 2011  |
| 20 | The Moms                        | Le mamme                                | 6 maggio 2010    | 15 luglio 2011  |
| 21 | Emanuelle Goes to Dinosaur Land | Emmanuelle va nella terra dei dinosauri | 13 maggio 2010   | 18 luglio 2011  |
| 22 | I Do Do                         | Io faccio qualcosa                      | 20 maggio 2010   | 18 luglio 2011  |